# Lego Duplo

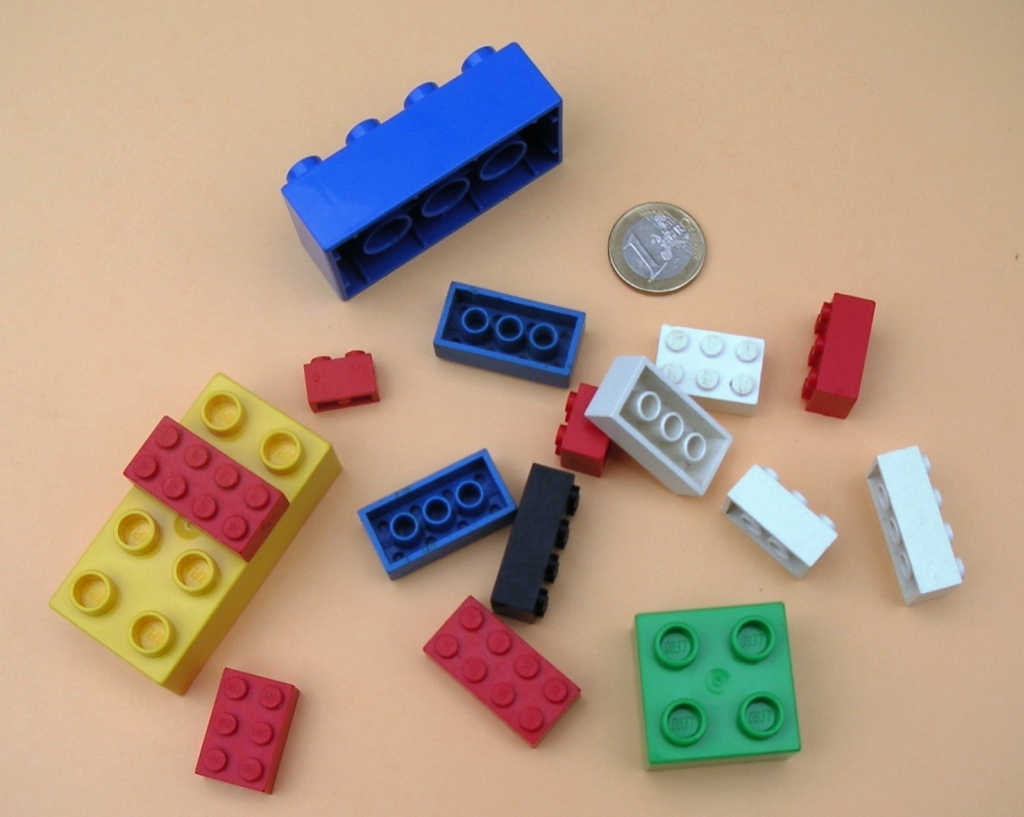
Blocos DUPLO e clássicos em comparação com uma moeda de 1 Euro.

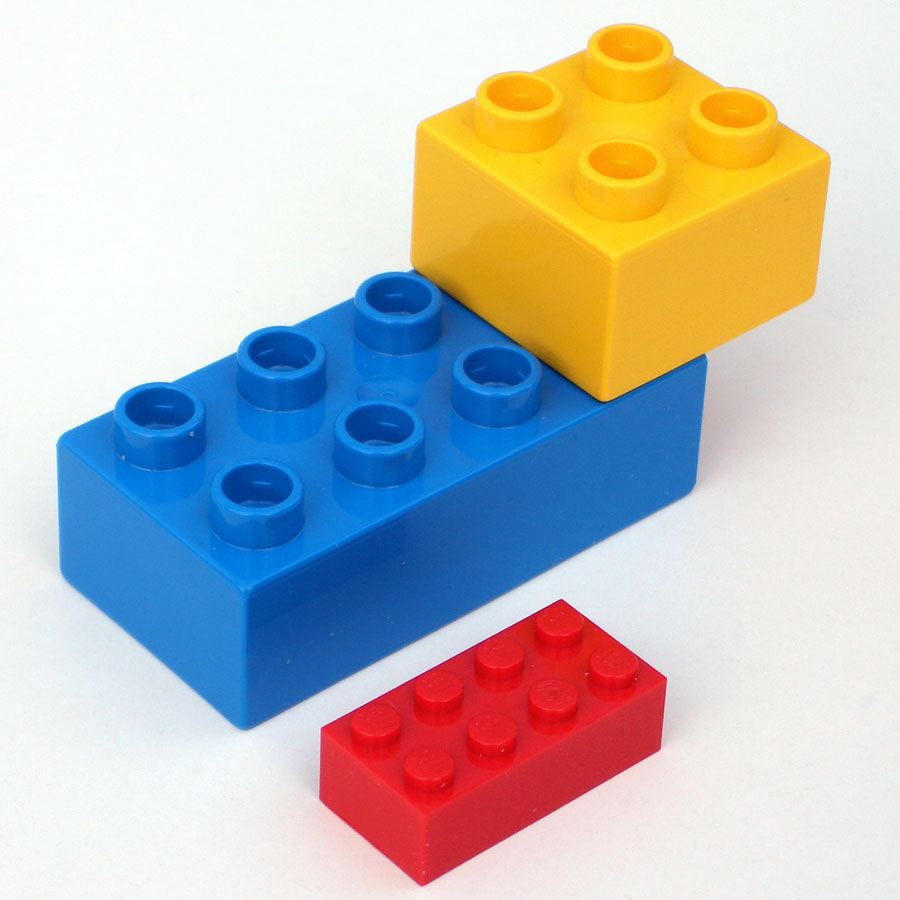
Blocos DUPLO e clássico.

Duplo é uma linha de brinquedos LEGO voltada para o segmento de crianças menores, com peças maiores e mais fáceis de serem manuseadas por este público, sendo assim, mais seguras.
Em proporção, os blocos DUPLO são duas vezes maiores em comprimento, largura e altura (oito vezes em volume), do que os blocos clássicos, com os quais mantém a compatibilidade.
Lançado em 1969, a partir de 1977, a linha passou a oferecer conjuntos com figuras, carros e casas.
A linha DUPLO apresenta novidades a cada ano, tendo a própria logomarca sido alterada duas vezes. Vários conjuntos têm sido relançados ao longo da sua história. Os temas mais populares são os de fazenda, zoológico, polícia, bombeiros, avião e trem.